# 工程測量學
工程測量學為一種應用測量學原理，應用在各種工程上，例如道路、隧道、橋樑及住宅等，主要是將原本在工程圖纸上的設計圖放樣到現場，以利工程人員依照所放樣的位置製做出構造物。
工程图纸上的設計圖上的構造物，其放樣的結果的正確性甚為重要，若錯誤可能導致工程甚大損失，工程測量所需成本對工程成本而言甚小，但重要性甚大。

## 历史
工程测量学是测绘学中出现最早、地位最重要的学科分支。历史上所有的大型建筑，包括大型庙宇、帝王陵墓、军事通道以及大型水利工程等，在勘测设计、施工建设和运营管理阶段都离不开工程测量。例如古埃及的胡夫金字塔，其选址、定位、基坑开挖、回填监测，轴线定位、定向，巨石的开采、运输、安砌、粘合和施工放样都离不开工程测量，其各项精度都达到了很高的水平，说明早在5000多年前人类就已经掌握了工程测量的主要方法。

## 内容

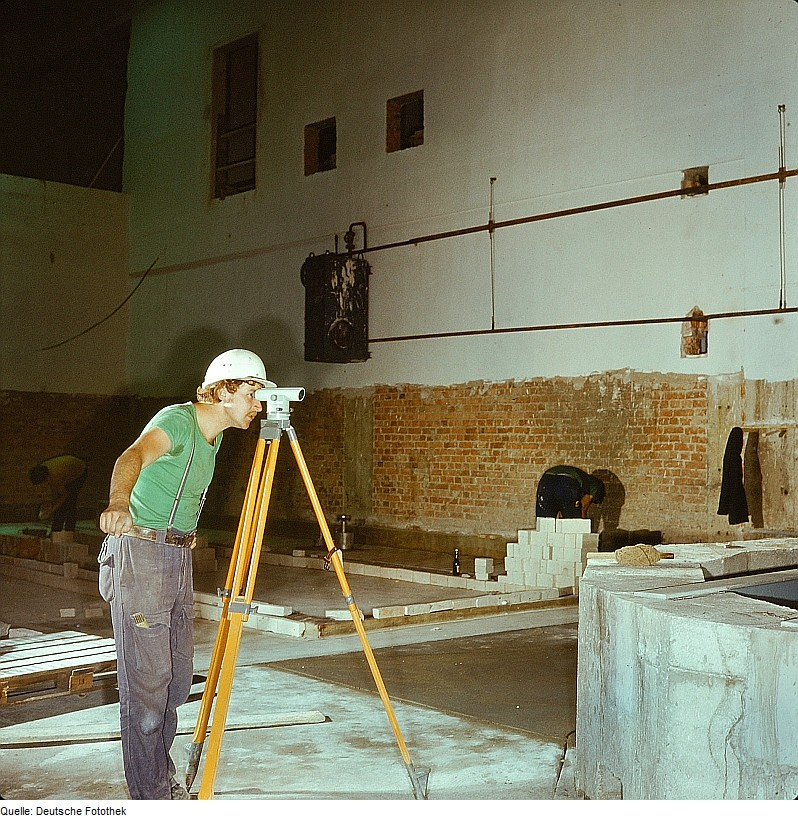
测量员在施工阶段放样标高

工程测量按工程建设的规划设计、施工建设和运营管理三个阶段分为“工程勘测”、“施工测量”和“安全监测”，这三个阶段对测绘工作有不同的要求：
勘测设计阶段测量工作主要是测绘地形图和纵、横断面图。取得这些资料的方法是，在所建立控制测量的基础上进行地面数字化测绘地形图、纵横断面图或数字摄影测量成图。
施工建设阶段测量工作的主要任务是，按照设计要求在实地准确地标定建（构）筑物各部分的平面位置和高程位置，作为施工与安装的依据。一般也要求先建立施工控制网，然后根据工程的要求进行各种测量工作。
竣工后运营管理阶段的测量工作主要包括搜工测量以及为监视工程安全状况的变形观测与维修养护等测量工作。
按工程测量所服务的工程种类，也可分为建筑工程测量、线路测量、桥梁与隧道测量、矿山测量、城市测量和水利工程测量等种类。 此外，还将用于大型设备的高精度定位与变形观测称为高精度工程测量；将摄影测量技术应用于工程建设称为工程摄影测量；而将以电子全站仪或地面摄影仪为传感器在电子计算机支持下的测量系统称为三维工业测量。